# Lammhult
Lammhult – miejscowość (tätort) w Szwecji, w regionie administracyjnym (län) Kronoberg, w gminie Växjö.
Według danych Szwedzkiego Urzędu Statystycznego liczba ludności wyniosła: 1694 (31 grudnia 2015), 1814 (31 grudnia 2018) i 1824 (31 grudnia 2019).